# 1862 en Suisse
Chronologie de la Suisse
- 1858
- 1859
- 1860
- 1861
- 1862
- 1863
- 1864
- 1865
- 1866

Cette page concerne l'année 1862 du calendrier grégorien en Suisse.

## Gouvernement au1erjanvier 1862
- Conseil Fédéral[1] :
  - Jakob Stämpfli (PRD), président de la Confédération
  - Constant Fornerod (PRD), vice-président de la Confédération
  - Jakob Dubs (PRD)
  - Melchior Josef Martin Knüsel (PRD)
  - Friedrich Frey-Herosé (PRD)
  - Giovanni Battista Pioda (PRD)
  - Wilhelm Matthias Naeff (PRD)

## Évènements

### Janvier
Jeudi 16 janvier 
- Décès à Hyères (Var), à l’âge de 34 ans, du peintre Friedrich Rudolf Simon.

### Avril
Samedi 5 avril 
- Décès à Lucerne, à l’âge de 60 ans, du médecin et homme politique Jakob Robert Steiger.

### Juin
Jeudi 19 juin 
- Mise en service de la première ligne de tramway à chevaux, longue de 2,5 kilomètres, entre Genève et Carouge.

### Juillet
Jeudi 24 juillet 
- Décès à Bienne, à l’âge de 77 ans, du philhellène et homme politique Georg Friedrich Heilmann.

### Août
Dimanche 24 août 
- Ouverture de la Fête fédérale de gymnastique à Neuchâtel.

### Septembre
Mardi 2 septembre 
- Inauguration de la ligne ferroviaire Lausanne- Fribourg.

 Vendredi 19 septembre 
- Création de l’Office suisse de métrologie.

### Novembre
Samedi 8 novembre 
- Publication à Genève d’Un souvenir de Solférino, dans lequel Henri Dunant décrit le sort des blessés de la bataille de Solférino. L’ouvrage contribua à la création de la Croix-Rouge.

### Décembre
Lundi 1er décembre 
- Premier numéro de L’Estafette, ancêtre de La Tribune du Lausanne.

 Lundi 29 décembre 
- Inauguration du Pont du Mont-Blanc à Genève.